# 桑姆 - 史立德 (阿拉巴马州)
桑姆 - 史立德（英文：Snead），是美国阿拉巴马州下属的一座城市。面积约为5.26平方英里（约合13.63平方公里）。根据2010年美国人口普查，该市有人口835人，人口密度为158.72/平方英里（约合61.26/平方公里）。